# Palm Beach Shores
Palm Beach Shores – miasto w Stanach Zjednoczonych, w stanie Floryda, w hrabstwie Palm Beach.